# Pistorinia hispanica
Pistorinia hispanica är en fetbladsväxtart som först beskrevs av Carl von Linné, och fick sitt nu gällande namn av Dc.. Pistorinia hispanica ingår i släktet Pistorinia och familjen fetbladsväxter. Inga underarter finns listade i Catalogue of Life.

## Bildgalleri

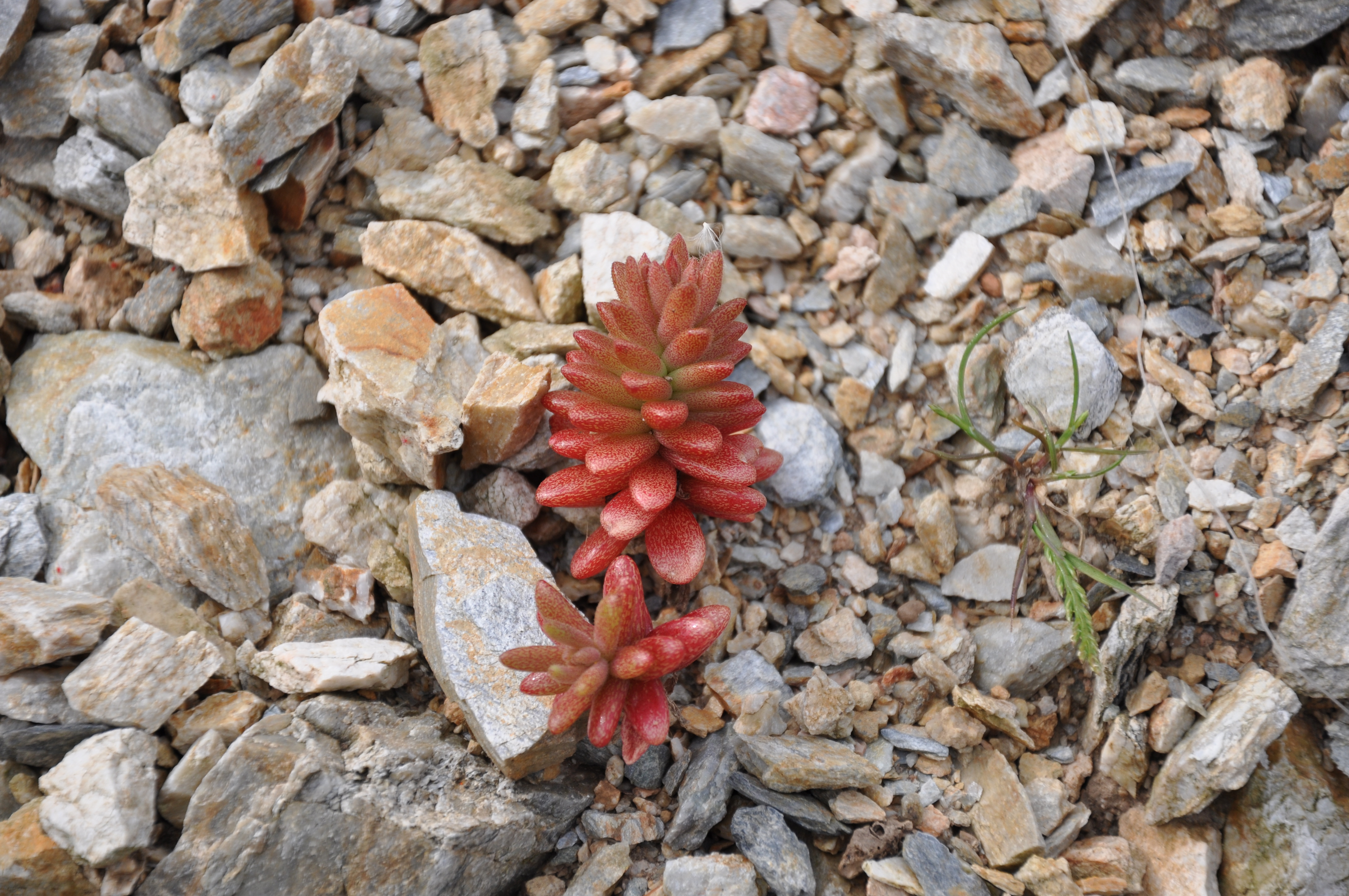